# Rocks
Rocks är hårdrocksbandet Aerosmiths fjärde album, utgivet i maj 1976. Detta album tillsammans med föregångaren Toys in the Attic brukar räknas som gruppens bästa. 
"Back in the Saddle" och "Last Child" blev de största singelframgångarna från detta album. "Last Child" var även den sista låten som spelades på Aerosmiths MTV Unplugged-framträdande år 1990. Låten "Rats in the Cellar" var ett svar på "Toys in the Attic", från det föregående albumet.

## Låtlista
Sida ett
1. "Back in the Saddle" (Joe Perry/Steven Tyler) - 4:39
2. "Last Child" (Steven Tyler/Brad Whitford) - 3:27
3. "Rats in the Cellar" (Joe Perry/Steven Tyler) - 4:06
4. "Combination" (Joe Perry) - 3:39

Sida två
1. "Sick as a Dog" (Tom Hamilton/Steven Tyler) - 4:12
2. "Nobody's Fault" (Steven Tyler/Brad Whitford) - 4:25
3. "Get the Lead Out" (Joe Perry/Steven Tyler) - 3:42
4. "Lick and a Promise" (Joe Perry/Steven Tyler) - 3:05
5. "Home Tonight" (Steven Tyler) - 3:16